# Dorfkirche Siethen

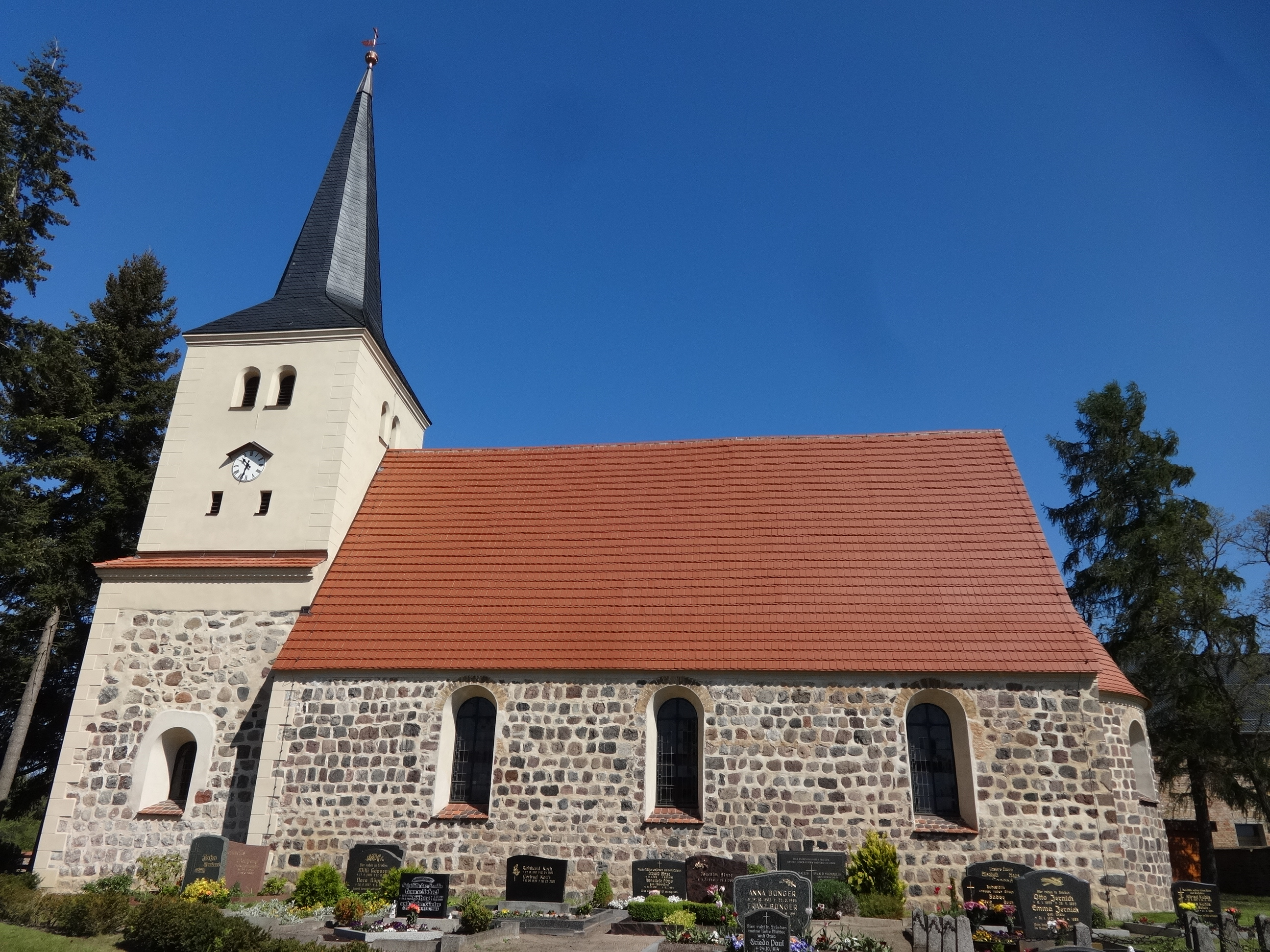
Dorfkirche Siethen

Die evangelische Dorfkirche Siethen ist eine Feldsteinkirche aus dem späten 13. Jahrhundert in Siethen, einem Ortsteil von Ludwigsfelde im Landkreis Teltow-Fläming in Brandenburg. Die Kirchengemeinde gehört zum Pfarrsprengel Ahrensdorf im Kirchenkreis Zossen-Fläming der Evangelischen Kirche Berlin-Brandenburg-schlesische Oberlausitz.

## Geschichte
Das genaue Baudatum der Kirche ist nicht bekannt. Das Dehio-Handbuch gibt das späte 13. Jahrhundert an, während Theo Engeser und Konstanze Stehr in ihren Untersuchungen den Anfang des 14. Jahrhunderts für wahrscheinlich halten. Die Kirchengemeinde verweist in einem Aushang an der Kirche auf eine erstmalige urkundliche Erwähnung im Jahr 1375. In dieser Zeit ist vermutlich zunächst der rechteckige Sakralbau mit einer Länge von 18,31 Metern × 9,40 Metern entstanden. Experten nehmen an, dass an der südlichen Seite des Kirchenschiffs ursprünglich drei Fenster vorhanden waren. An der Nordseite konnte die Fensteranzahl nicht exakt bestimmt werden. Dort dürfte sich jedoch eine Priesterpforte befunden haben. Die Ostseite war mit einer für die Zeit klassischen Dreifenstergruppe als Zeichen für die Trinität versehen. Als Baumaterial kamen behauene und vergleichsweise sorgfältig geschichtete Feldsteine zum Einsatz. Zeitnah entstand in einer zweiten Bauphase der eingezogene Westturm mit einem quadratischen Grundriss.
Im 15. oder 16. Jahrhundert ließ die der Kirchenpatron den Turm um rund einen Meter über die Traufe des Kirchenschiffs erhöhen. Die dabei verwendeten Steine sind deutlich weniger behauen und ungleichmäßiger geschichtet. Aus diesem Material entstanden danach die Giebel des Kirchenschiffs. Wenig später ersetzten Baumeister einen hölzernen Turmhelm durch einen Aufsatz aus Mauersteinen und ließen 1553 dort Glocken aufhängen. Seit dieser Zeit wurde die Kirchengemeinde mit der Gemeinde Gröben durch ein gemeinsames Kirchenpatronat verwaltet. Ebenfalls überliefert ist der Bau einer Gruft im Jahr 1666. 1724 erhielt der Kirchturm seine Uhr.
1851 erfolgte ein Innenausbau der Kirche, bei dem vor allem die gotischen Fenster verändert wurden. Anfang des 19. Jahrhunderts verputzten Maurer das Turmoberteil, während Zimmerer darauf einen Knickhelm errichteten. Im Jahr 1882 baute Carl Eduard Gesell eine Orgel in die Kirche ein. Die Apsis sowie die Sakristei auf der Nordseite des Bauwerks wurden in den Jahren 1914/1915 errichtet. Gleichzeitig restaurierten Experten den Altar und gestalteten die Kirche in ihrem Inneren neu, in dem sie die Kanzel, eine Fünte sowie das Kirchengestühl erneuerten. Ebenso fand eine Ausmalung der Wände statt. Bei einer Restauration in den Jahren 1990 bis 1993 legten Experten zwei Grüfte frei.
Im Jahr 2008 gründete sich ein Förderverein, der sich um den Erhalt des Bauwerks einsetzte. Der Kirchturm war so baufällig geworden, dass die Glocken nicht mehr geläutet werden durften. Die Kosten von rund 125.000 Euro wurden mit Hilfe von Spenden und Mitteln der Stadt eingeworben. Weitere Aufmerksamkeit bekam die Kirche, als sie im Dezember 2009 vom Förderkreis Alte Kirchen Berlin-Brandenburg zur Dorfkirche des Monats gekürt wurde. Mit Hilfe von ehrenamtlich organisierten Konzerten, organisierten Wanderungen und einem Benefiz-Fußballspiel konnte die erforderliche Summe für die Sanierung aufgebracht werden. In den Jahren 2009/2010 gab es die (vorläufig) letzte Sanierung des Gotteshauses, wofür auch weitere Spendengelder zur Verfügung standen. 2011 erfolgte ein Austausch der Kirchturmuhr, die seit diesem Zeitpunkt elektrisch angetrieben wird. Nach abgeschlossener Sanierung löste sich der Förderverein mit Wirkung zum 31. Dezember 2013 auf.

## Architektur

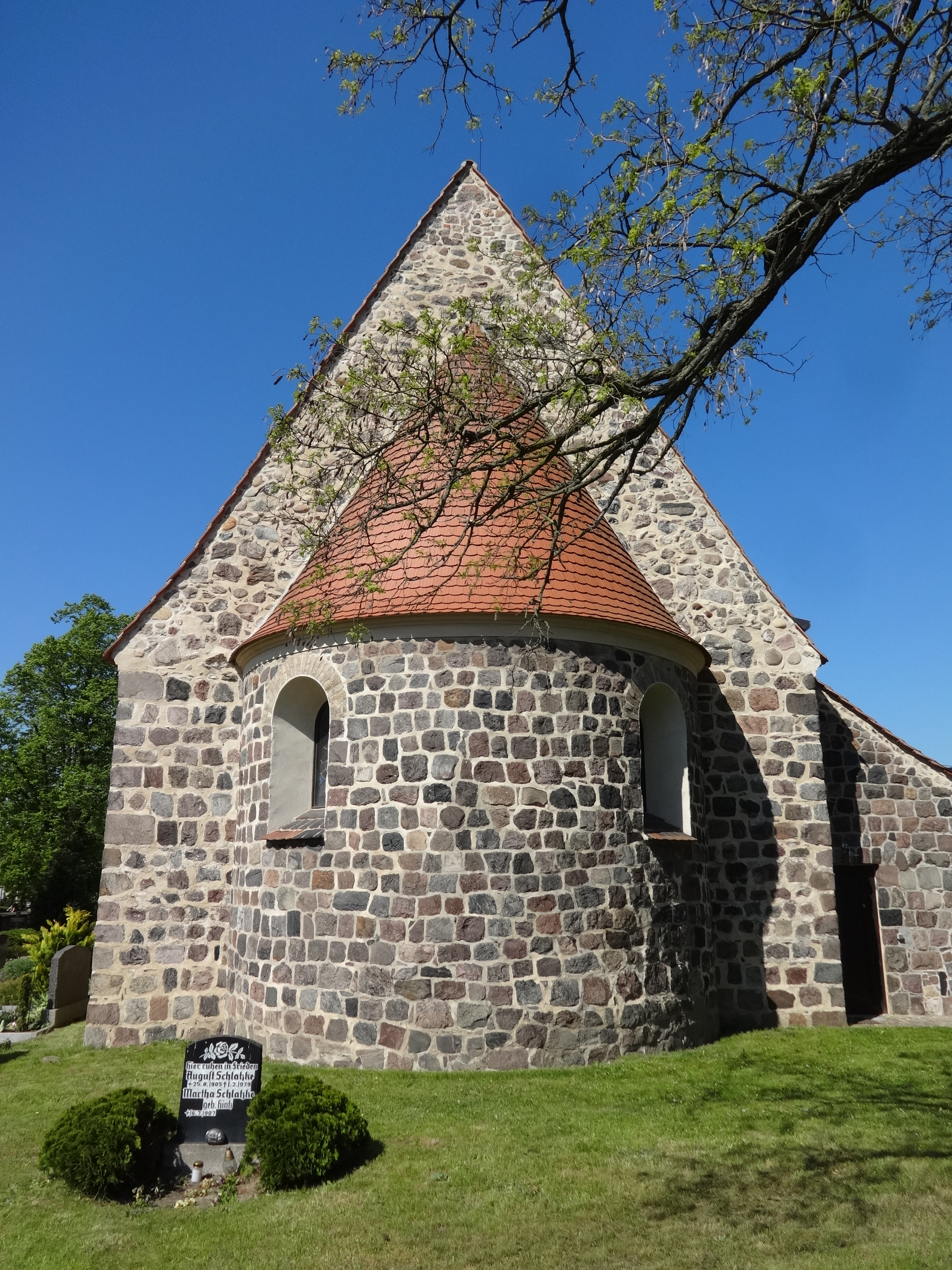
Apsis

Das Bauwerk erfuhr in seiner mehr als siebenhundertjährigen Geschichte mehrere Umbauten, ist aber in seiner Grundsubstanz gotisch. Nach dem letzten großen Umbau von 1851 präsentiert sich das Bauwerk an seiner südlichen Kirchenwand mit drei rundbogenförmigen Fenstern, deren Form mit einem leicht abgeschrägten, hell verputzten Gewände betont wird. In einer kleineren Ausführung wird diese Ausgestaltung auch in den beiden Fenstern in der Apsis aufgenommen. An der nördlichen Kirchenwand ist im westlichen Bereich ein weiteres, achssymmetrisch zur Südwand angeordnetes Fenster vorhanden. Daran schließt sich eine Pforte mit einem darüber angeordneten Rundfenster an. Die Sakristei verfügt über zwei kleine, rechteckige Fenster. Die Turmecken, wie auch die Ecken des westlichen Kirchenschiffs, wurden aus großformatigen, gestrichenen Ziegeln errichtet. Sie betonen mit ihrem hellen Anstrich die Ecken des Bauwerks. In der südlichen Turmwand wurde ein kleines, ebenfalls rundbogenförmiges Fenster eingelassen. An der Nordwand fehlt ein entsprechendes Gegenstück. Das aus Mauersteinen errichtete Portal an der Westseite des Turms ist mit einem Giebel und einem darüber befindlichen Radfenster verziert. Experten sind der Auffassung, dass nur dieses Portal in seiner ursprünglichen Form erhalten geblieben ist. Im leicht zurückgesetzten oberen Teil des Turms sind mehrere kleinere, rechteckige Öffnungen sowie an drei Seiten eine Turmuhr angebracht. Daran schließen sich je zwei rundbogenförmige Klangarkaden pro Turmseite an. Der achtfach geknickte Turmhelm ist mit schwarzem Schiefer gedeckt, er schließt mit einer Turmkugel und einem Kreuz ab. Das Kirchenschiff, die Sakristei sowie die Apsis sind mit rotem Biberschwanz eingedeckt.

## Ausstattung

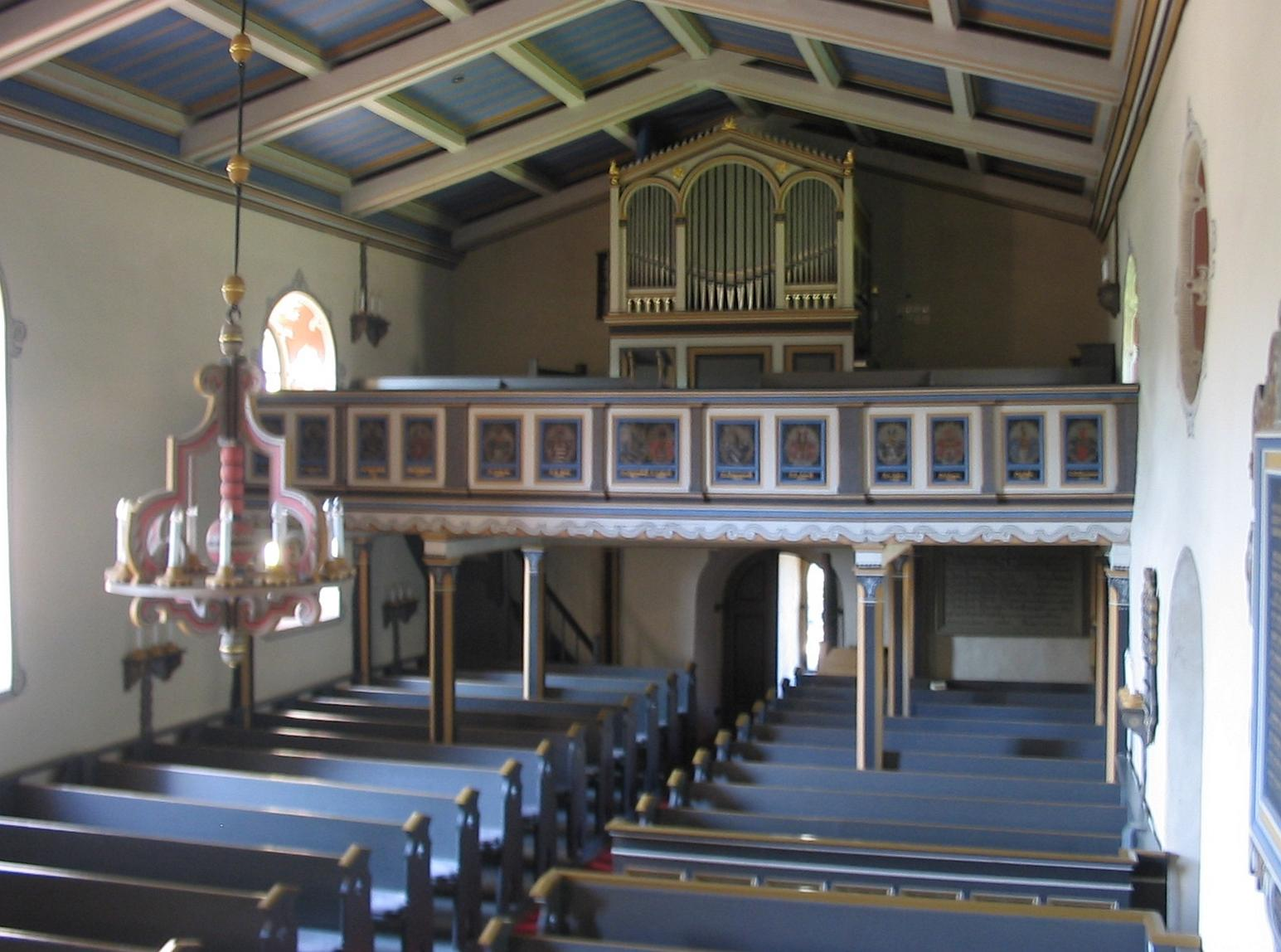
Gesell-Orgel von 1882

Das aufwendig gearbeitete Altarretabel im Renaissance-Stil konnte von Experten auf das Jahr 1616 datiert werden. Es handelt sich dabei um eine Stiftung der Familien derer von Stüsseln und derer von Groeben. Es wurde 1851 auf Anweisung von Johanna von Scharnhorst zunächst entfernt. Sie war der Ansicht, dass es in seiner wuchtigen Form nicht in eine protestantische Kirche passe. Gottfried von Badewitz sorgte jedoch dafür, dass der Altaraufsatz in den Jahren 1914/1915 restauriert und in der neu erstellten Apsis und damit ein wenig tiefer in die Kirche hineinversetzt wieder aufgestellt wurde. Er besteht in seiner reformatorischen Anordnung aus einer zweigeschossigen Ädikula, die in der Predella das Abendmahl Jesu und im Hauptfeld die Kreuzigung Jesu zeigt. Zwischen zwei Säulen sind die Bildnisse der vier Evangelisten angebracht. Der Aufsatz zeigt die Auferstehung und der abschließende Giebel die Himmelfahrt.
Die Kanzel, vermutlich aus dem Jahr 1914, nimmt den Renaissance-Stil des Altarretabels auf. Zu sehen ist eine Christusfigur mit der Inschrift Herr, wohin sollen wir gehen? Du hast Worte des ewigen Lebens aus dem Evangelium nach Johannes 6,68 . Links davon ist Paulus von Tarsus mit einem Schwert und einem Zitat aus dem Brief des Paulus an die Epheser 6,17  Und nehmet das Schwert des Geistes, welches ist das Wort Gottes abgebildet. Auf der gegenüberliegenden Seite ist Mose dargestellt. Die beiden Hörner symbolisieren in der Ikonografie dabei die Weisheit. Darunter ist der Spruch aus dem Buch Mose 4,12: So gehe nun hin, ich will mit Deinem Munde sein und Dich lehren was Du sagen sollst.
Ein hölzerner, fast lebensgroßer Taufengel entstand in der ersten Hälfte des 18. Jahrhunderts. Er wurde bei der Taufe ursprünglich mit einer silbernen Taufschale versehen und an einem Seil herabgelassen. Bei den Umbaumaßnahmen 1914/1915 wurde er über der Kanzel angebracht und 1992 restauriert. Die Wappenschilde gehen ebenfalls auf Johanna von Scharnhorst und ihre Schwägerin Agnes von Schlabrendorff zurück. Dabei soll es sich um eine Adelsprobe handeln, die Wichmann Heinrich von Schlabrendorff in Auftrag gegeben hat. Das Grab des 1663 verstorbenen früheren Besitzers des Ortes befindet sich in der Kirche. In der Turmhalle stehen weiterhin zwei Gipsreliefs, die 1999 bei Aufräumarbeiten wiederentdeckt wurden. Es handelt sich um Abgüsse eines Taufsteins des dänischen Bildhauers Bertel Thorvaldsen, die Jesu sowie die Caritas darstellen. Die Apsis ist mit bauzeitlichen Ornamenten ausgemalt. Das Kirchenschiff ist in seinem Inneren flach gedeckt.
Die Orgel stammt vom Potsdamer Orgelbauer Carl Eduard Gesell, der 1882 das Instrument in der Kirche installierte. Sie war eine Stiftung von Hedwig Badewitz, der Ehefrau des Kirchenpatrons Hermann Badewitz und kostete zum Zeitpunkt des Einbaus 1.500 Reichsmark. Sie besitzt sechs Register, ein Pedal und drei Koppeln und wird von der Kirchengemeinde im Jahr 2013 als stark renovierungsbedürftig bezeichnet.
Die Glocken aus dem 16. Jahrhundert musste die Kirchengemeinde im Ersten Weltkrieg als Metallspende des deutschen Volkes abgeben; sie wurden eingeschmolzen. Gottfried von Badewitz ließ daher 1920 neue Glocken gießen, die seinen Namen tragen. Die größte Glocke, Hermann, wiegt 721 kg und trägt die Inschrift Der Tod ist verschlungen in den Sieg. Dazu existiert eine Glocke in der Schwesterkirche in Gröben, die nach seiner Frau Hedwig benannt ist. Die mittelgroße Glocke, Gottfried, trägt die Inschrift Ich weiss, an wen ich glaube und ist 418 kg schwer. Das Gegenstück ist die Glocke Johanna, benannt ebenfalls nach seiner Ehefrau. Die kleinste Glocke wiegt 335 kg und ist mit der Inschrift Selig sind, die nicht sehen und doch glauben versehen. Sie heißt Werner, das Gegenstück trägt den Namen seiner Schwester Irmgard.